# Orchestina tubifera
Orchestina tubifera är en spindelart som beskrevs av Simon 1893. Orchestina tubifera ingår i släktet Orchestina och familjen dansspindlar.
Artens utbredningsområde är Sri Lanka. Inga underarter finns listade i Catalogue of Life.